# Anischnogaster spilaspis
Anischnogaster spilaspis är en getingart som först beskrevs av Cameron 1913.  Anischnogaster spilaspis ingår i släktet Anischnogaster och familjen getingar. Inga underarter finns listade i Catalogue of Life.